# Europa Morgen Land

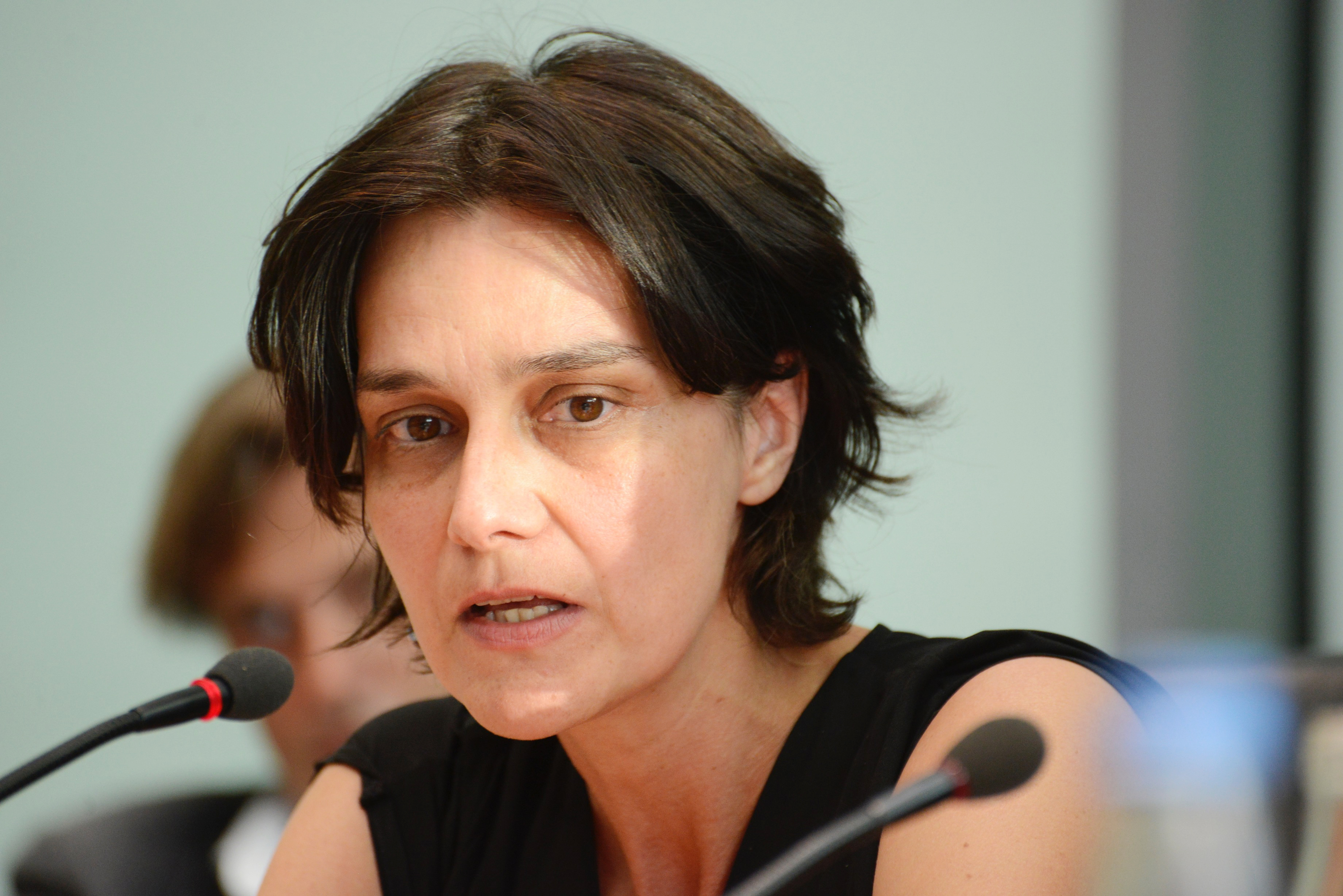
Katja Petrowskaja, 2017

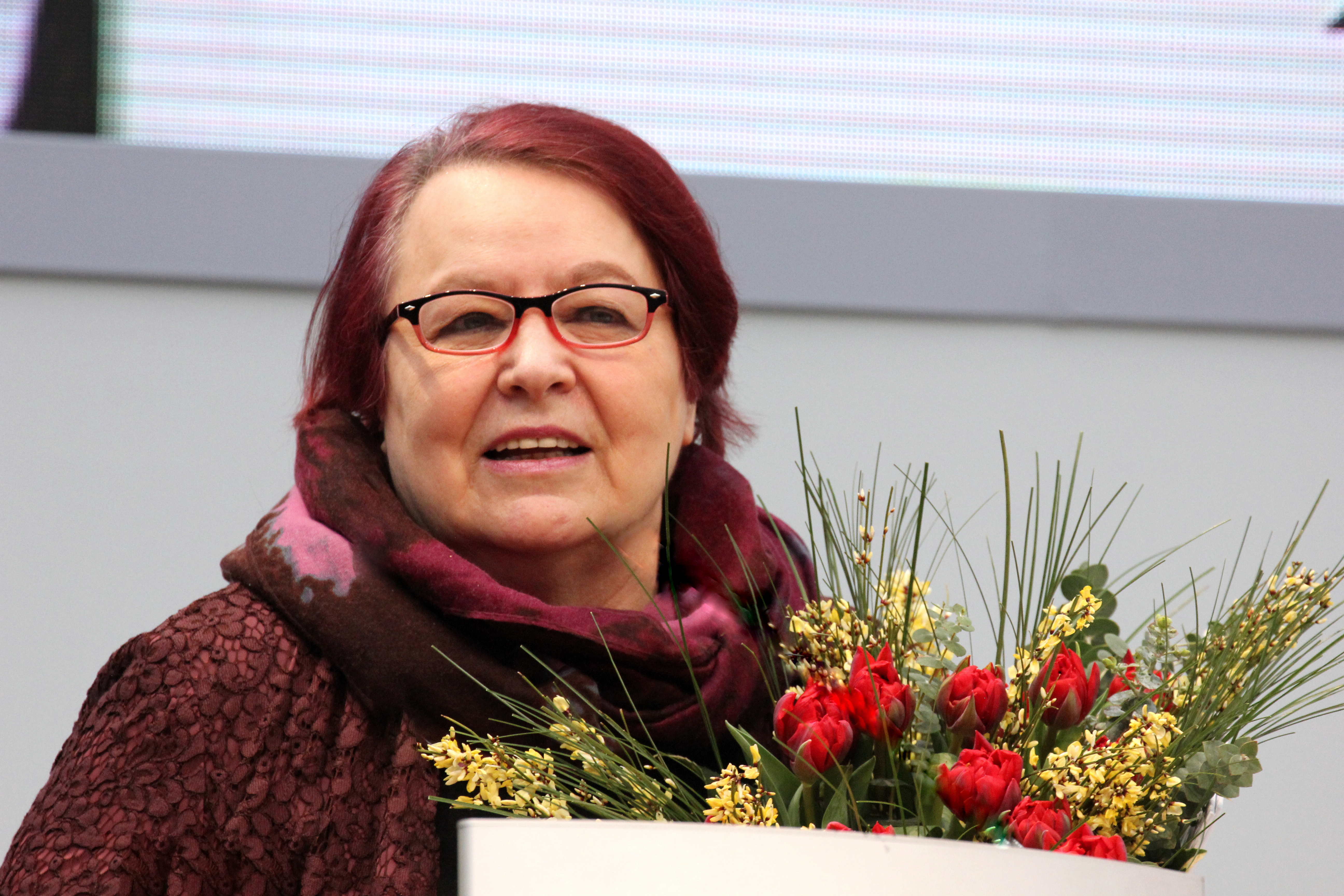
Natascha Wodin auf der Leipziger Buchmesse 2017

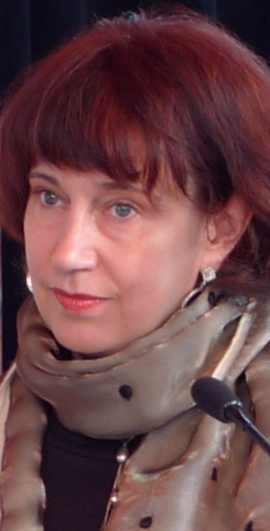
Olga Martynowa (2010)

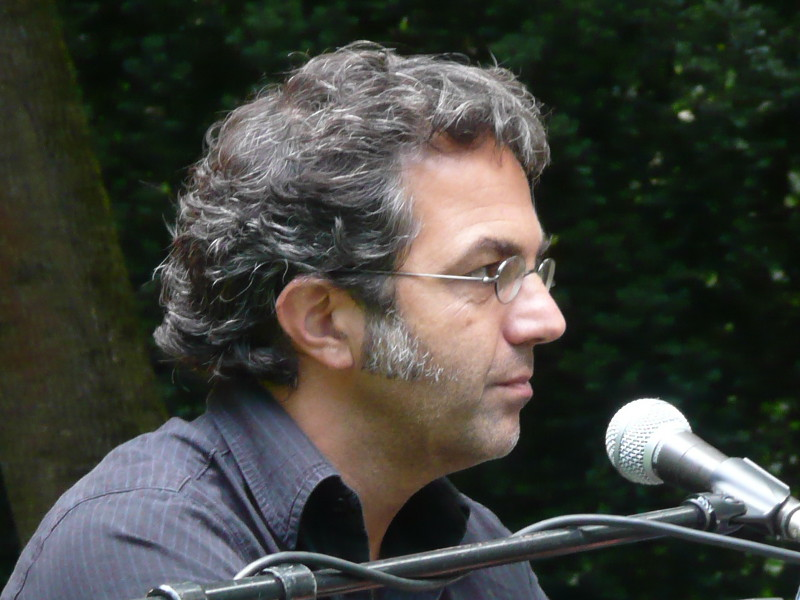
Navid Kermani (2011)

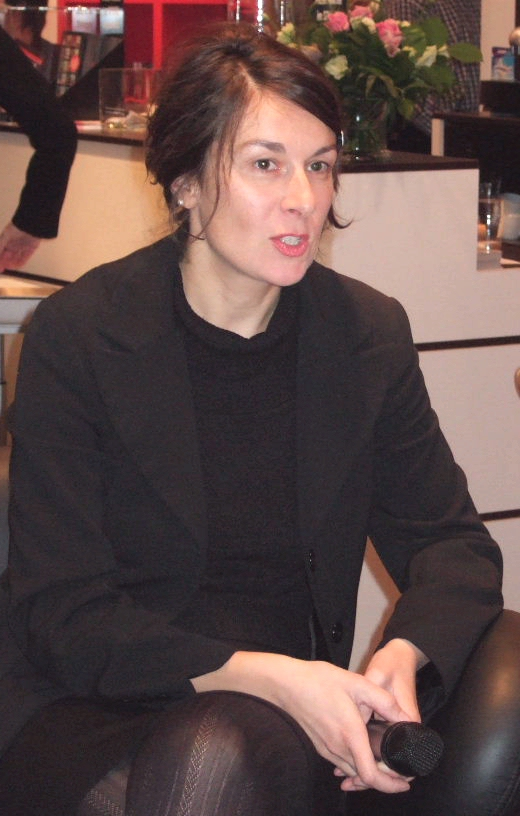
Zsuzsa Bánk (2006)

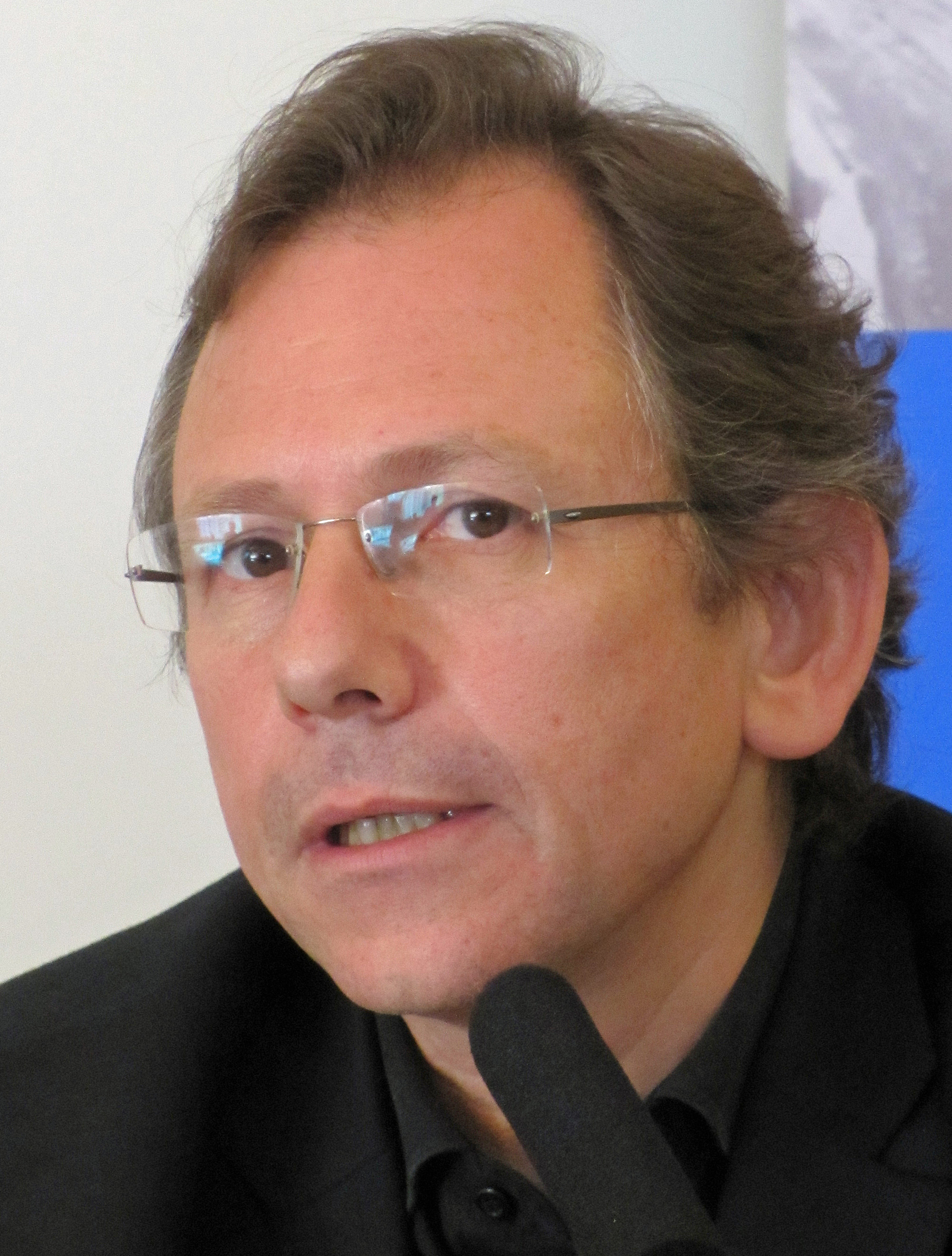
Doron Rabinovici 2010 in Frankfurt am Main

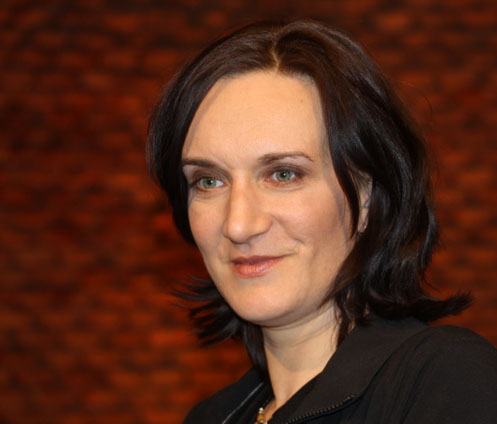
Terézia Mora (2010)

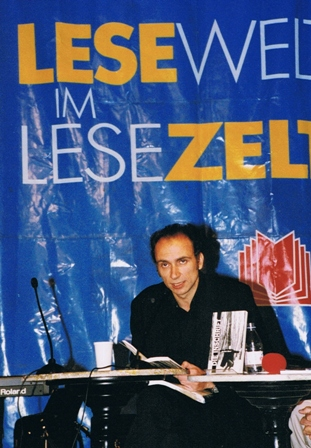
Dimitré Dinev im Lesezelt auf der Frankfurter Buchmesse 2002

EUROPA | MORGEN | LAND ist eine Lesereihe der Städte Ludwigshafen am Rhein und Mannheim zur Förderung neuester deutschsprachiger Literatur in der europäischen Metropolregion Rhein/Neckar.

## Zielsetzung
Ergänzend zum Angebot der Literaturfestivals Heidelberger Literaturtage und Lesen.Hören, konzentriert sich die Reihe auf Autoren, die auf qualitativ besondere Weise die deutsche Sprache bereichern, obwohl oder vielleicht auch weil Deutsch nicht ihre erste Sprache ist. Sie knüpft an den Topos des „Literaturcafés“ an, setzt auf Moderation und Gespräch in entspannter Atmosphäre und auf Transparenz, Partizipation und interkommunale Kooperation.

## Geschichte
'EUROPA | MORGEN | LAND' wird seit dem Winter 2000 vom Kulturamt Mannheim, dem Kulturbüro Ludwigshafen und den Vereinen Kultur Rhein-Neckar e.V. sowie KulturQuer – QuerKultur Rhein-Neckar e.V. zunächst unter dem Titel 'gutenMORGEN deutschLAND' gemeinsam veranstaltet. Seither werden in jedem Winterhalbjahr moderierte Lesungen mit anschließendem Gespräch alternierend in Mannheim und Ludwigshafen angeboten
Angeregt wurde die Reihe nicht zuletzt durch die Anthologie „Morgen Land“, herausgegeben im Herbst 2000 durch Jamal Tuschik. Initiiert wurde die Reihe von Wolfgang Biller (Kulturamt Mannheim) unter Beteiligung einer Vorbereitungsgruppe: Eleonore Hefner (Kultur Rhein-Neckar e.V.), Erika Flatter und Sabine Sahling (Kulturbüro Ludwigshafen), Gisela Kerntke und Semira Soraya Kandan (KulturQuer-QuerKultur Rhein-Neckar e.V.), Bernhard Wondra (Kulturamt Mannheim). Beteiligt an Planung und/oder Moderation waren bzw. sind ebenfalls die Literaturwissenschaftlerinnen Sabine Fischer und Maike Lührs, Anna Barbara Dell (KulturQuer-QuerKultur Rhein-Neckar e.V.), der Autor und Herausgeber Klaus Servene, sowie der Literaturwissenschaftler und Publizist Manfred Loimeier.

## Beteiligte Autoren (Auswahl)
- Katja Petrowskaja
- Natascha Wodin
- Silvia Szymanski
- Selim Özdoğan
- Aglaja Veteranyi
- Jamal Tuschick
- Terézia Mora
- Dimitré Dinev
- Zafer Şenocak
- Yōko Tawada
- André Kubiczek
- Marica Bodrožić
- Radek Knapp
- Vladimir Vertlib
- Yadé Kara
- Zsuzsa Bánk
- Navid Kermani
- Doron Rabinovici
- Sudabeh Mohafez
- Saša Stanišić
- Hasan Dewran und Hasan Özdemir
- Alina Bronsky
- Massum Faryar
- Luo Lingyuan
- Claudia Basrawi
- María Cecilia Barbetta
- Abbas Khider
- Que Du Luu
- Julya Rabinowich
- Nicol Ljubić
- Olga Martynova
- Rumjana Zacharieva
- Olga Grjasnowa
- Ilija Trojanow
- Lena Gorelik
- İmran Ayata
- Marjana Gaponenko
- Ijoma Mangold
- Shida Bazyar